# クリムゾン・キングの宮殿
『クリムゾン・キングの宮殿』（In The Court Of The Crimson King）は、1969年に発表されたキング・クリムゾンのファースト・アルバムである。プログレッシブ・ロックの代表的作品で、その後のロックに多大な影響を与えた。
2015年に発表された『ローリング・ストーンが選ぶ史上最高のプログレ・ロック・アルバム50』第2位。

## 解説
1960年代末、ムーディー・ブルースやピンク・フロイドなどのバンドが追及した独創的で先進的な音楽は、プログレッシブ・ロックと呼ばれる新しいジャンルに位置付けられた。本アルバムでデビューしたキング・クリムゾンはクラシックやジャズの要素を巧みに取り入れてさらに深遠なロックの世界を構築して、プログレッシブ・ロックの新しい扉を開いた。
曲作りの中心的な役割を担ったメンバーは、キング・クリムゾンの結成前からコンビを組んでいたイアン・マクドナルドとピート・シンフィールドである。作詞を担当したシンフィールドは抽象的・神秘的な世界観を描き、「エピタフ」の歌詞の一節「“混乱”こそ我が墓碑銘 (Confusion will be my epitaph)」をロック史に刻みこんだ。木管楽器やキーボードなどを演奏するマルチ・インストゥルメンタリストのマクドナルドは、スタジオで一番長い間作業した。
冒頭の「21世紀のスキッツォイド・マン」ではロバート・フリップのギターのリフを前面に押し出したヘヴィ/メタリックなサウンドと、ディストーションで処理されたグレッグ・レイクのボーカル。「風に語りて」「エピタフ」「ムーンチャイルド」ではマクドナルドのメロトロンやフルートを駆使した浮遊感のある幻想的なサウンド。このように荒々しさと静けさを対比させたアルバムである。
リーダーとされたフリップの提案で、"An Observation by King Crimson"という副題がつけられた。彼はレコード会社を説得して、表ジャケットにも裏ジャケットにも文字を一切載せないようにした。印象的なアルバム・ジャケットを手掛けたのは、シンフィールドの友人でデザイナーのバリー・ゴッドバーである。鏡を覗きながら描いた自画像を発展させた作品である。彼は本作が発表されて数か月後の1970年2月に、心臓発作で24歳の若さで急逝した。
「ビートルズの『アビイ・ロード』をチャート1位から蹴落としたアルバム」として紹介されることが多かったが、全英オフィシャルチャートでは最高5位、全米ビルボードチャートは28位である。発売当時の広告に寄せられたピート・タウンゼントによるレビューで「恐ろしいほどの傑作 (an uncanny masterpiece)」と評された。

## 収録曲

### Side 1
1. 21世紀のスキッツォイド・マン - 21st Century Schizoid Man (including "Mirrors") - 7:24
2. 風に語りて - I Talk To The Wind - 6:04
3. エピタフ (墓碑銘) - Epitaph (including "March for No Reason" and "Tomorrow and Tomorrow") - 8:49

### Side 2
1. ムーンチャイルド - Moonchild (including "The Dream" and "The Illusion") - 12:13
2. クリムゾン・キングの宮殿 - The Court of the Crimson King (including "The Return of the Fire Witch" and "The Dance of the Puppets") - 9:26

## レコーディング・メンバー
- ロバート・フリップ - ギター
- グレッグ・レイク - リード・ボーカル、ベース
- イアン・マクドナルド - キーボード、サクソフォーン、メロトロン、管楽器、バック・ボーカル、ヴィブラフォン
- マイケル・ジャイルズ - ドラム、パーカッション、バック・ボーカル（オルガン、宮殿ラストをマクドナルドと共に。ノンクレジット）
- ピート・シンフィールド - 作詞、照明

## リイシュー
2020年、ドルビー・アトモス・ミックスが制作され、過去のサラウンドミックス・未発表音源・ライブ音源などと合わせてボックスセットで発売された。

## タイアップ
- 「クリムゾン・キングの宮殿」 - 映画『トゥモロー・ワールド』使用曲。バタシー発電所と、空とぶ豚をバックに流れる。
- 「ムーンチャイルド」 - 映画『バッファロー'66』使用曲。ヒロイン役のクリスティーナ・リッチが、この曲で踊るシーンがある。
- 「21世紀のスキッツォイド・マン」 - トヨタ・ヴェロッサCMソング。

## 引用文献
- Smith, Sid (2019). In the Court of King Crimson: An Observation over Fifty Years. Panegyric. ISBN 978-1916153004